# Unione Sportiva Vigor Senigallia 1984-1985
Questa pagina raccoglie le informazioni riguardanti l'Unione Sportiva Vigor Senigallia nelle competizioni ufficiali della stagione 1984-1985.

## Rosa
| N. |                   | Ruolo | Calciatore             |
| -- | ----------------- | ----- | ---------------------- |
|    | Italia (bandiera) | D     | Domenico Baldacci (II) |
|    | Italia (bandiera) | D     | Silvestro Baldacci (I) |
|    | Italia (bandiera) | A     | Patrizio Brescini      |
|    | Italia (bandiera) | C     | Luigi Cardaccia        |
|    | Italia (bandiera) | A     | Roberto Chinea         |
|    | Italia (bandiera) | A     | Armando Coletta        |
|    | Italia (bandiera) | P     | Sergio D'Arsiè         |
|    | Italia (bandiera) | D     | Andrea Di Felice       |
|    | Italia (bandiera) | D     | Stefano Fabbri         |
|    | Italia (bandiera) | D     | Ignazio Fornarelli     |

| N. |                   | Ruolo | Calciatore          |
| -- | ----------------- | ----- | ------------------- |
|    | Italia (bandiera) | C     | Marco Giampietro    |
|    | Italia (bandiera) | C     | Giovannino Mattioli |
|    | Italia (bandiera) | C     | Fabio Memmo         |
|    | Italia (bandiera) | C     | Paolo Milella       |
|    | Italia (bandiera) | D     | Roberto Monti       |
|    | Italia (bandiera) | D     | Gianfranco Pesce    |
|    | Italia (bandiera) | A     | Silvano Salomoni    |
|    | Italia (bandiera) | C     | Massimo Schiano     |
|    | Italia (bandiera) | P     | Andrea Vescovi      |